# 猫ひろし
猫 ひろし（ねこ ひろし、本名：タキザキ クニアキ（Takizaki Kuniaki、クメール語:  តាគីហ្សាគី គឹនិអាគិ）、日本国籍時代の氏名（カンボジアへの帰化後にこの表記を通名として取得）：瀧﨑 邦明（たきざき くにあき）、1977年8月8日 - ）は、お笑い芸人、日系カンボジア人の男性陸上競技選手。専門はマラソン。2016年リオデジャネイロオリンピックカンボジア代表。2011年（平成23年）よりカンボジア国籍取得。
千葉県市原市出身。2001年に目白大学人文学部言語文化学科卒業。身長147 cm、体重45 kg。血液型はA型。

## 人物
小さい頃より背が低かった。ただし、顔は小学校3年の頃から老けて見えたため、低身長の人にありがちな「小児運賃でバスに乗った」といった類の話とほぼ無縁であった。むしろ「学生なのに学生割引を利用できない」といった苦労を味わったという。このように、ブログ等でしばしば自身の身長が低いことをネタとして話している。
中学と千葉県立市原八幡高校時代の部活は陸上ではなく卓球部。しかし陸上部の記録会で借り出されたこともあった。高校生時代からお笑い芸人を志していた。高校卒業後、目白大学人文学部に進学。元々お笑い好きで、大学時代はお笑いライブをよく観に行ったり、友人を強引に誘って路上で漫才を披露したりもしていた。大学卒業後はフリーで活動、最初は漫才をやっていたが相方がすぐに辞め、その後はピン芸人として漫談を行っていた。それを見た先輩から「只の落ち着きの無い人だ。話し方よりも、顔や体付きが面白く見えるからそれを活かしたギャグをやった方がいい」と指摘されたことで独自のスタイルを模索し、ギャグを言い続ける現在のスタイルに行き着く。
トンパチ・プロで活動。2001年（平成13年）3月15日にデビュー。現在の芸名である「猫ひろし」を名乗る以前は、師匠のハチミツ二郎から「タランチュラ」・「ホンダミナコ」・・「塩ラーメン」・「六本木まこと」などとつけられたのを始めとして一年間に30回以上改名したと語っている。
「猫ひろし」の芸名の由来は、舘ひろしの「たち」を同性愛用語の攻め役「タチ」と捉え、それに対しての受け役を意味する「ネコ」 → 「猫」に変えたものである。本人は単に猫好きであるから、とも話している。命名時、ハチミツ二郎により「東京都港区六本木出身」・「ピエロの父とダンス教室の生徒である母の間に生まれる」・「米ミネソタ州立大学機構 (MnSCU) 秋田校に駅前留学後、目白大学文鳥部卒」等の架空の経歴が付けられる。これらは公式サイトでも経歴として紹介されているが、『キャプテン☆ドみの』出演時は経歴詐称を認め学歴不明となっていた。WAHAHA本舗の喰始の目に止まる。
赤地に白のゴシック体で「猫魂」（そのすぐ下に「NEKO DAMASHI」）と表記されたTシャツ、海パンのようなハーフパンツに裸足といういでたちで登場してネタを披露する。その特徴は、ハイテンションにひたすら一発ギャグのようにフレーズを連発するというもの。代表的な芸は猫の真似であり「ニャー」と挨拶をする。また口を開け、両手を前に出したポーズをする。これは単に「“猫”だから『ニャー』と言えばいい」と言うアドバイスを受けて始めたもので、代表的なギャグ「ポーツマス、ポーツマス」も大学受験勉強で覚えたポーツマス条約を元に出したものである。2005年（平成17年）頃から徐々に知名度が上がりさまざまな番組にゲスト出演するようになる。2006年（平成18年）には女子高生ファッションモデル4人と企画ユニット「ソーランはっぴぃずと猫ひろし」でCDをリリース。
2000年代後半以降は当初バラエティ番組で“挑戦”的に始めたマラソンを本格的に取り組んでおり、アマチュア陸上選手としての顔も持つ（詳細は#マラソン選手としての節を参照）。
2006年（平成18年）12月10日、一般人女性と婚約。2007年（平成19年）4月28日に婚姻届を提出し、6月25日に結婚式を挙げた、「猫の飼い主が、見付かりました」とコメントしている。2011年（平成23年）2月11日、第1子となる女児誕生。2011年（平成23年）11月9日、翌年8月に開催予定のロンドンオリンピック・男子マラソンカンボジア代表を狙うため、日本国籍を離脱しカンボジアに帰化。カンボジア国籍となるが、実績や居住年数などの点で要件を満たしていなかったため、ロンドンオリンピックに出場できなかった。
2016年（平成28年）に出演した有吉ゼミの番組中に、ヒロミが主宰する八王子リフォームで、アメリカン・カジュアル風に自宅をリフォームした。
2017年（平成29年）に垂直マラソンの大会であるハルカススカイランに出場し、11分18秒で完走した。

## マラソン選手として
足が速く、毎朝ジョギングを行っているという。TBSテレビの特番『オールスター感謝祭』に初めて出演した際、番組の恒例企画である赤坂5丁目ミニマラソンにてその健脚を披露し、何かギャグを見せるのかと思いきや、真面目に走ったことも含めて多くの驚きの声があった。ただし、1周目は圧倒的に速かったものの、2周目以降に次々と後続ランナーに抜かれている。その後、2008年（平成20年）春・2011年（平成23年）春・秋・2013年（平成25年）秋と4回優勝し、その結果プロのランナーの次に重いハンデが課されるまでになっている。
東京マラソン2010では、開催前に3時間以内での完走を目標とし、この目標を達成しなかった場合に芸名を本名の“ 瀧﨑邦明 ”に戻すと宣言していた。
国際試合で好成績を残し始めた頃、2010年（平成22年）12月にアンコールワット国際ハーフマラソンで3位に入賞したのをきっかけにカンボジア側からのオリンピック代表への打診があり、2011年（平成23年）2月にカンボジアへの国籍変換の手続きを申請、受理されることがほぼ確実になったことで、同年6月21日にはカンボジアオリンピック委員会のバス・チョモラン理事長とともにマスコミ向けの記者会見に臨んだ。この会見で2012年（平成24年）のロンドンオリンピック男子マラソンにカンボジア代表として出場することを目指していること、国籍変更ができた場合は2011年（平成23年）11月にインドネシアで開催される東南アジア競技大会にカンボジア人として出場することを公表。2011年（平成23年）11月9日にカンボジア国籍を取得し、同月16日の代表選考レースに臨んだ。練習拠点は、国籍変更後も日本である。
猫ひろし本人のブログでは、2009年（平成21年）8月29日に出演した放送番組でカンボジアへ帰化する計画が堀江貴文らから出された事が語られている。これにおいては「東大受験」「国籍を変えてオリンピック出場」など挙げられたプランの中で、国籍変更を選んだが、この時点では企画のままで終わった。しかし個人的に国籍変更してオリンピック出場への思いは強くなっていった。
2012年（平成24年）2月5日の別府大分毎日マラソンにおいて、カンボジア代表のヘム・ブンティンの2011 - 2012年シーズン最高タイム2時間31分58秒を上回る記録を出した。北京オリンピックカンボジア代表内定の基準とされている「2時間31分台」をクリアした。2012年（平成24年）3月25日、ロンドンオリンピックのカンボジア代表に決定したことが明らかになった。しかし、国籍を変更してオリンピック出場を目指すことに、日本では倫理的な問題が指摘され、有森裕子は「これが本当にいいことなのかと考えると、複雑な気持ちだ」と発言した。その一方でカンボジアではこの件はほとんど論争とならず、マラソンは人気のあるスポーツではなかったため、世論の反発は少ないと考えられていた。北京オリンピックでカンボジア代表だったヘム・ブンティンを差し置いて代表に選ばれた理由には、ブンティンがカンボジアオリンピック委員会と対立していることと、日本向けにカンボジアのマラソンをPRしたいカンボジア政府の意向があったという説が挙げられている。
その後、代表としての資格に疑問を抱いた国際陸上競技連盟がカンボジア陸連に説明を求めていることが、2012年（平成24年）4月12日に明らかになり、同年5月8日には国際陸連は「過去に国際競技会での代表経験がない」「（ロンドン五輪の時点で）国籍取得から1年未満かつ連続1年以上の居住実績がない」ことから参加資格を満たしていないと正式に判断、特例も認めないことをカンボジア陸連に通達した。その後、カンボジア側は決定を受け入れると報じられたため、ロンドンオリンピックに出場することは不可能となった。この件を有森裕子は「世界の共通ルールで判断されたことはスポーツ界にとって大事なことだと思う」とカンボジア側の判断を支持した。カンボジア・オリンピック委員会のワット・チョムラーン専務理事は「猫さんには今後もカンボジア選手でいてほしいが、それは彼次第だ。もし彼が（カンボジア人を）やめるようなことがあれば残念だ」とコメントした。
2013年（平成25年）9月12日、同年12月にミャンマーの首都ネピドーで開催された東南アジア競技大会のカンボジア代表選考会で2時間36分39秒で優勝し、カンボジア代表に選ばれた 。
2014年（平成26年）8月17日、アンコール・エンパイア・フル＆ハーフマラソンで優勝した。2014年アジア競技大会には、カンボジア代表として出場した。その翌日には、『オールスター感謝祭』の赤坂5丁目ミニマラソンに出場している。
2016年（平成28年）6月3日、カンボジア・オリンピック委員会より、リオデジャネイロオリンピックの男子マラソン・カンボジア代表に選出されたことが発表された。本名の Kuniaki Takizaki でエントリーし5km通過時点では一旦全選手中最下位になりながらも、最終的に完走した140人中139位となる2時間45分55秒の記録で、オリンピック初出場初完走を果たした。
日本国籍に戻すことはしないと公言しており、カンボジアとの関わりを続けていきたい旨を述べている。その一方で自宅は東京都江東区にあり活動拠点は日本である。
2020年のインタビューで「住んで仕事をするところは基本的に日本で、カンボジアにいるのは大会の前にぐわーっと練習に行ったりして、年に3カ月ぐらいですかね。去年は日本の永住権を取りました。」と述べており、「猫にとって国籍とは何か？」と問いには「結局、国籍を変えても人は変わらないじゃないですか。カンボジア人になっても僕は僕だし、前から知っている日本の友達も変わらずつき合ってくれる。僕は変わらないっていうのが答えかな。カンボジア人になって、本当によかったなと思ってます。ニャー。」と答えている。

### マラソン成績
| 開催日         | 名称                                              | 開催地                      | 順位   | 記録           | 備考           |
| -------------- | ------------------------------------------------- | --------------------------- | ------ | -------------- | -------------- |
| 2008年2月17日  | 東京マラソン2008                                  | 日本・東京都                | 4616位 | 3時間48分57秒  | 初マラソン     |
| 2009年3月22日  | 東京マラソン2009                                  | 日本・東京都                | 1426位 | 3時間18分52秒  |                |
| 2010年2月28日  | 東京マラソン2010                                  | 日本・東京都                | 326位  | 2時間55分45秒  | 初の2時間台    |
| 2010年3月21日  | アンコールワット国際トライアスロン大会            | カンボジア シェムリアップ   | 6位    |                | トライアスロン |
| 2010年6月5日   | 第1回ウランバートル国際マラソン                   | モンゴル ウランバートル     | 8位    | 3時間08分22秒  |                |
| 2010年10月24日 | 第13回ナイアガラフォールズ国際マラソン            | カナダ ナイアガラフォールズ | 10位   | 2時間49分28秒5 |                |
| 2010年12月5日  | 第15回アンコールワット国際ハーフマラソン          | カンボジア シェムリアップ   | 3位    | 1時間15分59秒  | ハーフマラソン |
| 2011年2月27日  | 東京マラソン2011                                  | 日本・東京都                | 101位  | 2時間37分43秒  |                |
| 2011年6月18日  | 第1回プノンペン国際ハーフマラソン                 | カンボジア プノンペン       | 2位    | 1時間16分54秒  | ハーフマラソン |
| 2011年11月16日 | 第26回東南アジア競技大会                          | インドネシア パレンバン     | 5位    | 2時間37分39秒  | カンボジア代表 |
| 2012年2月5日   | 別府大分毎日マラソン                              | 日本・大分県                | 50位   | 2時間30分26秒  |                |
| 2012年10月21日 | ちばアクアラインマラソン                          | 日本・千葉県                | 7位    | 2時間35分52秒  |                |
| 2013年2月24日  | 東京マラソン2013                                  | 日本・東京都                | 76位   | 2時間30分45秒  |                |
| 2013年9月12日  | 東南アジア競技大会 カンボジア代表選考会           | カンボジア                  | 1位    | 2時間36分39秒  |                |
| 2013年12月16日 | 第27回東南アジア競技大会                          | ミャンマー ネピドー         | 4位    | 2時間32分54秒  | カンボジア代表 |
| 2014年2月2日   | 別府大分毎日マラソン                              | 日本・大分県                | 79位   | 2時間33分23秒  |                |
| 2014年8月17日  | アンコール・エンパイア・フル＆ハーフマラソン      | カンボジア シェムリアップ   | 1位    | 2時間45分28秒  |                |
| 2014年10月3日  | 第17回アジア競技大会                              | 韓国・仁川                  | 14位   | 2時間34分16秒  | カンボジア代表 |
| 2015年2月22日  | 東京マラソン2015                                  | 日本・東京都                | 86位   | 2時間27分48秒  |                |
| 2015年6月7日   | 第28回東南アジア競技大会                          | シンガポール                | 6位    | 2時間42分39秒  | カンボジア代表 |
| 2015年8月9日   | アンコールエンパイア・フル＆ハーフマラソン        | カンボジア シェムリアップ   | 2位    | 2時間46分53秒  |                |
| 2015年12月6日  | アンコール ハーフマラソン 2015                    | カンボジア シェムリアップ   | 2位    | 1時間13分47秒  | ハーフマラソン |
| 2016年2月28日  | 東京マラソン2016                                  | 日本・東京都                | 128位  | 2時間32分12秒  |                |
| 2016年5月8日   | リオデジャネイロオリンピック カンボジア代表選考会 | カンボジア カンポット州     | 1位    | 2時間44分02秒  |                |
| 2016年8月21日  | リオデジャネイロオリンピック                      | ブラジル リオデジャネイロ   | 138位  | 2時間45分55秒  | カンボジア代表 |
| 2017年2月26日  | 東京マラソン2017                                  | 日本・東京都                | 153位  | 2時間30分43秒  |                |
| 2017年8月19日  | 第29回東南アジア競技大会 (競技結果（英語版）)     | マレーシア プトラジャヤ     | 6位    | 2時間42分22秒  | カンボジア代表 |
| 2017年12月3日  | アンコール ハーフマラソン 2017                    | カンボジア シェムリアップ   | 2位    | 1時間14分41秒  | ハーフマラソン |
| 2018年2月25日  | 東京マラソン2018                                  | 日本・東京都                | 149位  | 2時間29分30秒  |                |
| 2019年3月3日   | 東京マラソン2019                                  | 日本・東京都                | 154位  | 2時間29分51秒  |                |
| 2019年8月4日   | クメール・エンパイア・フルマラソン 2019           | カンボジア シェムリアップ   | 1位    | 2時間47分7秒   |                |
| 2019年12月6日  | 第30回東南アジア競技大会                          | フィリピン ニュークラーク   | 10位   | 2時間53分34秒  | カンボジア代表 |
| 2022年3月6日   | 東京マラソン2021                                  | 日本・東京都                | 111位  | 2時間29分10秒  |                |
| 2022年4月17日  | 第24回長野マラソン                                | 日本・長野県                | 27位   | 2時間30分57秒  |                |
| 2022年10月16日 | 東京レガシーハーフマラソン2022                    | 日本・東京都                | 81位   | 1時間11分46秒  | ハーフマラソン |
| 2023年3月5日   | 東京マラソン2023                                  | 日本・東京都                | 147位  | 2時間27分04秒  | 自己ベスト     |
| 2023年4月23日  | 第25回長野マラソン                                | 日本・長野県                | 1363位 | 3時間23分56秒  |                |
| 2023年6月11日  | プノンペン国際ハーフマラソン 2023                 | カンボジア プノンペン       | 2位    | 1時間13分39秒  | ハーフマラソン |

## 出演作品

### バラエティ
- 『おはスタ』（テレビ東京）山本圭壱の代理で「未来猫ひろし」というキャラクターとして一度だけ出演。
- 『笑いの金メダル』（ABCテレビ、不定期）
- 『土屋礼央のオールナイトニッポン』（ニッポン放送、2005年5月10日）
- 『爆笑問題のバク天!』（TBS、不定期）
- 『オールスター感謝祭』（TBS、2005年秋-）※2016年秋では34P1:44.24で優勝し100万円を獲得した。
- 『ザ・イロモネア』（TBS、2006年3月1日） ※3rdステージ敗退。
- 『エンタの神様』（日本テレビ、ゲスト出演）
- 『登龍門F』（フジテレビ、不定期）
- 『爆笑レッドカーペット』（フジテレビ、不定期）キャッチコピーは「祝!飼い主決定」→「お笑いカンボジア代表」。
- 『新春ゴールデンピンクカーペット』（フジテレビ）キャッチコピーは「ギャグでねずみを捕まえろ」。
- 『ぶちぬき』木曜日（テレビ東京、不定期）
- 『WANTED!』木曜日 （JFN・TOKYO FM、2005年4月7日 - 2007年3月29日）
- 『Goro's Bar』（TBS、2005年9月1日）
- 『アイドルの巣 ジャンバリ荘』（テレビ愛知、2008年4月9日 - ）
- 『志村屋です。』（フジテレビ、ゲスト出演）
- 『ネプリーグ』 (フジテレビ、2009年9月7日)
- 『みうらじゅんのマイブームクッキング』（食と旅のフーディーズTV、2010年1月1日）
- 『猫ひろしの目指せ！人気一番星★』（JCNコアラ葛飾、2010年4月1日 - ）
- 『run for money 逃走中』（フジテレビ、2012年8月28日）
- 『柔術やろうぜ!』（2019年11月3日 ‐ 2020年1月27日、tvk） ‐ レポーター
- 『道の駅駅伝』（テレビ東京）不定期レギュラー
- 『舞方キラリ!』（BS松竹東急、2023年5月12日）- 鳥居みゆきと

### ドラマ
- 『吾輩は主婦である』（TBS）
- 『鉄板少女アカネ!!』（TBS）
- 『ギャルサー』（日本テレビ）
- 『美少女戦麗舞パンシャーヌ 奥様はスーパーヒロイン!』（テレビ東京） - 神様役
- 『裸の大将 〜放浪の虫が動き出したので〜』（フジテレビ）
- 『絶対彼氏 〜完全無欠の恋人ロボット〜』（フジテレビ）
- 『あんみつ姫2』（フジテレビ）
- 『サギ師 リリ子』（テレビ東京） - コンビニ店員役
- 『華和家の四姉妹』（TBS） - 舘ひさし役
- 『好好!キョンシーガール〜東京電視台戦記〜』（テレビ東京）
- 『ドクターSAKI』(2020年9月28日、TOKYO MX2)
  - 『ドクターSAKI2』(2021年6月28日、TOKYO MX2)
- 『ハクタカ 白鷹雨音の捜査ファイル』（2021年3月22日、テレビ東京）- 「吉祥寺中央公園」のランナー 役

### 映画
- 『クラッシャーカズヨシ』（2005年） - 猫怪人役
- 『西遊記』（2007年） - ニセ猪八戒役
- 『Dirty Heart』（2009年11月28日公開）
- 『G.F.G 〜ゴールデン・ファンキー・ガール〜』
- 『ミステルロココ』（2010年6月13日、パシフィックボイス / ナッシュフィルム） - ヒロ役[57]
- 『学忍』（2010年）
- 『デスヤンキー中坊篇』（2011年）
- 『ヌイグルマーZ』（2014年1月25日公開） - タケシ役
- 『ドラゴンヤンキー』(2015年)
- 『ミャーッツ　アイ』

### アニメ
- おでんくん ブラッキー役、ガンノスケ役、ネコムンジャー役

### ラジオ
- きんちゃんぎんちゃん（動画付ラジオ、BBstation、2008年11月5日 - 2011年7月6日）
- 猫ひろしのキバRUNラジオ（レインボータウンFM、2010年10月6日 - ）

### Vシネマ
- 喰いしん坊!4 大喰い激闘篇（2008年12月25日、GPミュージアムソフト）
- 実録マフィアンヤクザII DIRTYCONNECTION（2011年）

### 舞台
- 逆境ナイン（2012年6月2日） - 日替わりゲスト

### CM
- プレナス ほっともっと夜割「猫編」
- サントリーフーズ BOSS贅沢微糖 いいとこドリップ
- 石原水産 チーズかつお、まぐろチーズ他　「ニャー編」「静岡土産編」
- 山の手形成クリニック テレビ朝日が制作した深夜番組・『テキトーTV』の第4回放送において真性包茎の手術を行なった縁で、イメージキャラクターを務めている
- トヨタレンタカー「低燃費芸人 エコヒロシ篇」
- オープンハウス「夢見る小学生 保健室」篇

### PV
- Hi-Timez 『Sunshine』
- Shout it Out 『DAYS』
- fripSide 『killing bites』

### アプリ
- catひろしピアノ1.0（2010年10月12日、iPhone/iPod touch向け）
- 猫ひろしの便利なライブ壁紙（2011年8月26日、Android向け）

## 音楽作品

### シングル
- 踊れ! ソーランパラパラ（2006年4月12日、東芝EMI） - ソーランはっぴぃずとして。
- ネコネコニャーゴ～猫ひろし第１体操～（2020年7月29日、	ROSE CREATE）  - 猫ピアノ(猫ひろし×中村ピアノ)名義。テレビ神奈川（tvk）制作の音楽情報バラエティ番組「関内デビル」のエンディングテーマ。

### 他のアーティストと共演した楽曲
- 175R - ニャゴニャゴロックンロール（2006年2月22日）
  - 175Rのアルバム『7-SEVEN-』の隠しトラック。イニャゴライダーfeat.猫ひろしとして。

- 菅野和也-ONE（2015年7月29日）
  - デジタルシングルのジャケット写真に起用される。

## 関連商品
2010年（平成22年）11月、共同開発したマラソン用GPS腕時計「ARES GPS」が発売される

## 著書・関連書籍
- 『猫まっしぐラン!! おもしろマラソンガイドブック』（エフエム東京、2010年1月、ISBN 978-4887452251）
- 『猫ひろしのマラソン最速メソッド 市民ランナーのサブスリ－達成術』（ソフトバンククリエイティブ、2011年11月、ISBN 9784797365849）
- 『爆笑! あるあるマラソン』（猫ひろし(監修)、スコラマガジン、2013年3月、ISBN 978-4902307481）